# جورج أفرام
جورج إفرام (1934 - 5 مايو 2006)، سياسي لبناني.

## عن حياته
تلقى علومه الابتدائية والمتوسطة في مدرسة الرسل في جونيه، وانتقل بعدها إلى الولايات المتحدة ودرس في جامعة هارفرد ونال شهادة في الإدارة الصناعية، وبعد تخرجه ساهم بتأسيس عدد من المشاريع الصناعية، حيث أسس بعام 1972 شركة الإنماء الصناعي (إندفكو ش.م.ل) والتي نمت وتوسعت لتشكل اليوم مجموعة صناعية عالمية متخذة لبنان مقراً لها وتتضمن 51 مصنعاً إنتاجياً و21 شركة تجارية، وتنتج مواد التغليف البلاستيكي والورقي والكرتون المصنع والمحارم والمنتجات الاستهلاكية والآلات الصناعية ومصادر الطاقة البديلة في لبنان والسعودية ومصر والولايات المتحدة وبريطانيا وغانا والإمارات واليونان والعراق.
عُيِّن وزيراً أكثر من مرة:
- من 7 تشرين الأول / أكتوبر 1982 إلى 30 نيسان / أبريل 1984 عُيّن وزيراً للبريد والمواصلات السلكية واللاسلكية ووزيراً للصناعة والنفط بحكومة الرئيس شفيق الوزان في عهد الرئيس أمين الجميل.
- من 30 تشرين الأول / أكتوبر 1992 إلى 11 حزيران / يونيو 1993 وزيراً وزيراً للموارد المالية والكهربائية بحكومة الرئيس رفيق الحريري بعهد الرئيس إلياس الهراوي، وقد أقيل من منصبه لخلاف بينه وبين رئيسي الجمهورية والحكومة، وعُيّن وزير دولة منذ هذا التاريخ إلى 25 أيار / مايو 1995.[2]
- من 26 تشرين الأول / أكتوبر 2000 إلى 17 نيسان / أبريل 2003 وزيراً للصناعة والنفط بحكومة الرئيس رفيق الحريري بعهد الرئيس إميل لحود.

خاض الانتخابات النيابية في انتخابات عام 2000 عن دائرة جبل لبنان الأولى التي ضمت قضائي كسروان وجبيل حيث شكّل لائحة حملت اسم لائحة الكرامة والتجدد، واستطاعت لائحته الفوز بخمسة مقاعد مقابل 3 مقاعد للائحة المنافسة.